# Bouchaoui
Bouchaoui est un village algérien situé à une vingtaine de kilomètres à l’ouest d’Alger. Il dépend de la daïra de Chéraga y compris la commune de Chéraga dans la Wilaya d'Alger.

## Histoire
Le village de Bouchaoui fut créé en 1843 dans la plaine de Staouéli dans le but d'y construire un monastère trappiste.
Le sol de la ville de Bouchaoui vit se dérouler, le 19 juin 1830, la bataille de Staouéli, opposant l'armée française aux troupes algériennes. Cette bataille fit près de 5 000 morts, elle constitue une étape décisive dans la conquête de l'Algérie par les Français.
Pendant la période de colonisation, ce très vaste domaine appartenait à la famille Borgeaud qui l'exploitait (vigne à vin).
L'Institut national de criminalistique et de criminologie est situé à Bouchaoui.